# نابغه (فیلم ۲۰۱۷)
رومئو اکبر والتر (به تامیلی: Romeo Akbar Walter) فیلمی محصول سال ۲۰۱۷ و به کارگردانی سی.وی. کومار است. در این فیلم بازیگرانی همچون ساندیپ کیشان، لاوانیا تریپاتی و جکی شروف ایفای نقش کرده‌اند.